# Ryszard Siwiec
Ryszard Siwiec, född 7 mars 1909 i Dębica, död 12 september 1968 i Warszawa, var en polsk revisor. Han begick självmord genom att sätta eld på sig själv i protest då Sovjetunionen år 1968 invaderade Tjeckoslovakien. Detta skedde under en skördefest på Stadion Dziesięciolecia i Warszawa, och han dog på sjukhuset fyra dagar senare.